# Günther Stolberg-Stolberg
Günther Arnošt Leopold Ignác Hubert Maria hrabě ze Stolberg-Stolbergu (7. února 1845 Vratislav – 8. listopadu 1926 Paskov) byl rakouský šlechtic a politik z Moravy, na přelomu 19. a 20. století poslanec Říšské rady.

## Biografie
Narodil se do rodiny Bernarda Josefa ze Stolberg-Stolbergu (1803–1859) a jeho manželky Agnes von Seherr-Thoss (1809–1878). Po studiích  vstoupil roku 1864 do rakouské armády, kde byl poručíkem u 9. hulánského regimentu. Zúčastnil se bojů během prusko-rakouské války. Od roku 1881 žil na svém statku v Paskově, který koupil od svého tchána Mořice Saint-Genoise a na přelomu 19. a 20. století jej nechal stavebně upravit. Od roku 1913 měl titul tajného rady.
V doplňovacích zemských volbách 20. prosince 1894 byl zvolen na Moravský zemský sněm za velkostatkářskou kurii. Mandát obhájil i v zemských volbách v roce 1896 a zemských volbách roku 1902.
Byl i poslancem Říšské rady (celostátního parlamentu Předlitavska), kam usedl ve volbách roku 1897 za kurii velkostatkářskou na Moravě. Ve volebním období 1897–1901 se uvádí jako hrabě Günther Stolberg-Stolberg, statkář, bytem Paskov.
V roce 1897 kandidoval do parlamentu jako konzervativní statkář (Strana konzervativního velkostatku).
V říjnu 1879 se oženil s hraběnkou Klárou Schaffgotschovou (1860–1930). Z manželství vzešli synové Hubert (1881–1963), Bedřich Leopold (1883–1975), Otto (1888–1945) a dcera Marie Annunciata (1896–1973).
Zemřel v listopadu 1926.